# Bulletin de la Société Entomologique de Mulhouse
Bulletin de la Société Entomologique de Mulhouse (ISSN 0373-4544) — старейший французский энтомологический журнал для публикации научных исследований в различных областях науки о насекомых Франции и Европы в целом.

## История
Журнал основан в 1895 году энтомологами Мюлуза. Во время Второй Мировой войны издание журнала было прервано и возобновлено с новой нумерацией томов (том 1 — 1945 год). Выпускается Société entomologique de Mulhouse (само Общество основано в 1894 году). В 2010 году вышел 66-й том.

## ISSN
- ISSN 0373-4544 (print)